# Liste der Monuments historiques in Osthoffen
Die Liste der Monuments historiques in Osthoffen führt die Monuments historiques in der französischen Gemeinde Osthoffen auf.

## Liste der Bauwerke
| Bezeichnung       | Beschreibung                                                                  | Standort              | Kennzeichnung | Schutzstatus | Datum | Bild           |
| ----------------- | ----------------------------------------------------------------------------- | --------------------- | ------------- | ------------ | ----- | -------------- |
| Schloss Osthoffen | Wasserburg, 12. oder 13. Jahrhundert, im 16. Jahrhundert zum Schloss umgebaut | Rue du Château (Lage) | PA00084877    | Inscrit      | 1963  | weitere Bilder |